# (12244) Werfel
(12244) Werfel est un astéroïde de la ceinture principale.

## Description
(12244) Werfel est un astéroïde de la ceinture principale. Il fut découvert le 8 septembre 1988 à Tautenburg par Freimut Börngen. Il présente une orbite caractérisée par un demi-grand axe de 3,08 UA, une excentricité de 0,10 et une inclinaison de 9,0° par rapport à l'écliptique.

## Compléments